# Alkohol sinapinylowy
Alkohol sinapinylowy – organiczny związek chemiczny z grupy alkoholi fenolowych. Jest składnikiem ligniny.